# Shansha (Lima)
Shansha es una localidad peruana ubicada en el distrito de Huancapón, perteneciente a la provincia de Cajatambo del departamento de Lima, al centro oeste del Perú. 

## Ubicación
Shansha se ubica al norte de la provincia de Cajatambo, en el distrito de Huancapón, en el departamento de Lima.

## Demografía
En 2017 Shansha tenía una población de 6 habitantes y 5 viviendas.
| Gráfica de evolución demográfica de Shansha entre 1993 y 2017 |
|                                                               |
| Fuentes: Población 1993 y 2017                                |